# Per Myrström
Per Myrström, född 1948, är en svensk silversmed.  
Myrström utexaminerades från Konstfackskolan i Stockholm 1973 och har därefter varit verksam som silversmed och formgivare med egen ateljé. Han konst består av silverkorpus, skulptur och offentlig utsmyckning. Myrström är representerad vid bland annat Nationalmuseum i Stockholm, Vestlandske Kunstindustrimuseum i Bergen och Nordenfjeldske Kunstindustrimuseum i Trondheim. Myrström är också författare till boken "Pannkakor, cirka 12 stycken".